# Phyllodoce lineata
Espèce
Synonymes
- Anaitides lineata (protonyme)Claparède, 1870

Phyllodoce lineata est une espèce de vers polychètes de la famille des Phyllodocidae.

## Systématique
Le nom scientifique complet (avec auteur) de ce taxon est Phyllodoce lineata (Claparède, 1870). L'espèce a été initialement classée dans le genre Anaitis sous le protonyme Anaitis lineata Claparède, 1870.

### Liste des sous-espèces
Selon World Register of Marine Species (20 août 2010) :
- sous-espèce Phyllodoce lineata tosaensis Imajima, 2001

### Synonymes
Phyllodoce lineata a pour synonymes :
- Anaitides lineata (Claparède, 1870)
- Anaitis lineata Claparède, 1870
- Paranaitis lineata (Claparède, 1870)
- Phyllodoce callirhynchus Michaelsen, 1897
- Phyllodoce lineata (Claparède, 1870)
- Phyllodoce papulosa Saint-Joseph, 1898